# National-Airlines-Flug 193
Auf dem National-Airlines-Flug 193 (Flugnummer: NA193) verunglückte am 8. Mai 1978 eine Boeing 727-235 der National Airlines kurz vor der Landung auf dem Pensacola Regional Airport im US-Bundesstaat Florida. Im Endanflug wurde die Maschine in das flache Wasser der Escambia Bay geflogen, wobei drei Passagiere ums Leben kamen und elf Personen verletzt wurden.

## Maschine
Bei dem verunglückten Flugzeug handelte es sich um eine Boeing 727-235, die zum Zeitpunkt des Unfalls 10 Jahre und 2 Monate alt war. Die Maschine wurde im Werk von Boeing auf dem Boeing Field im Bundesstaat Washington montiert und absolvierte am 20. März 1968 ihren Erstflug, ehe sie sieben Tage später neu an die National Airlines ausgeliefert wurde. Das Flugzeug trug die Werksnummer 19464, es handelte sich um die 553. Boeing 727 aus laufender Produktion. Die Maschine wurde mit dem Luftfahrzeugkennzeichen N4744 zugelassen und auf den Namen Donna getauft. Das dreistrahlige Schmalrumpfflugzeug war mit drei Triebwerken des Typs Pratt & Whitney JT8D-7B ausgestattet. Bis zum Zeitpunkt des Unfalls hatte die Maschine eine Gesamtbetriebsleistung von 26.720,2 Betriebsstunden absolviert.

## Besatzung
Auf dem Flug befand sich eine sechsköpfige Besatzung an Bord.

### Cockpitbesatzung
Im Cockpit befand sich eine dreiköpfige Besatzung, bestehend aus einem Flugkapitän, einem Ersten Offizier und einem Flugingenieur:
- Der 55-jährige Flugkapitän George T. Kunz flog seit dem 12. November 1956 für die National Airlines. Am 23. Oktober 1967 wurde er zum Flugkapitän der Boeing 727 befördert. Kunz hatte bei der National Airlines 18.109 Stunden Flugerfahrung gesammelt, darunter 5358 Stunden im Cockpit der Boeing 727. Er hatte seine letzte Flugfertigkeitsprüfung am 31. Oktober 1977 erfolgreich absolviert.

- Der 31-jährige Erste Offizier Leonard G. Sanderson, Jr. war seit dem 20. Dezember 1976 bei der National Airlines eingestellt. In den Rang des Ersten Offiziers der Boeing 727 war er am 14. November 1977 befördert worden. Sanderson verfügte über 4848 Stunden Flugerfahrung. Von diesen hatte er 842 Stunden im Cockpit der Boeing 727 absolviert. Seine letzte Flugfertigkeitsprüfung war am 14. November 1977 durchgeführt worden.

- Der 47-jährige Flugingenieur James K. Stockwell hatte am 2. Juni 1969 ein Arbeitsverhältnis bei der National Airlines begonnen. Am 20. August 1969 wurde er zum Flugingenieur an Bord der Boeing 727 befördert. Stockwell verfügte über 9486 Stunden Flugerfahrung als Flugingenieur, wovon er 7050 im Cockpit der Boeing 727 absolviert hatte. Seine letzte Flugfertigkeitsprüfung hatte er am 16. August 1977 mit Erfolg durchlaufen.

### Kabinenbesatzung
Die dreiköpfige Kabinenbesatzung bestand aus zwei Flugbegleiterinnen und einem Flugbegleiter:
- Die 29-jährige Flugbegleiterin Carol J. Crawford arbeitete seit dem 16. März 1968 für die National Airlines und flog in Flugzeugen des Typs Boeing 727 mit, an Bord derer sie rund 5000 Stunden Flugerfahrung gesammelt hatte.

- Der 23-jährige Flugbegleiter Carl E. Greenland arbeitete seit dem 28. Januar 1977 für die National Airlines und flog in Flugzeugen des Typs Boeing 727 mit, an Bord derer er rund 600 Stunden Flugerfahrung gesammelt hatte.

- Die 28-jährige Flugbegleiterin Deborah W. Verplank arbeitete seit dem 26. August 1970 für die National Airlines und flog in Flugzeugen des Typs Boeing 727 mit, an Bord derer sie rund 4000 Stunden Flugerfahrung gesammelt hatte.[2]

## Passagiere
Auf dem betroffenen Flugabschnitt hatten 52 Passagiere an Bord der Boeing 727 Platz genommen.

## Flugplan
Der Linienflug NA193 führte zunächst innerhalb Floridas vom Orlando Melbourne International Airport in Palm Bay westwärts zum Tampa International Airport und dann weiter in nordwestlicher Richtung zum Louis Armstrong New Orleans International Airport in Louisiana, um dann ostwärts zurück in Richtung Florida zu fliegen, mit einem planmäßigen Zwischenstopp auf dem Mobile Municipal Airport in Alabama. Als Zielflughafen war der Pensacola Regional Airport im Westen Floridas vorgesehen. Der Unfall ereignete sich auf dem letzten Flugabschnitt, im Anflug auf Pensacola.

## Unfallhergang

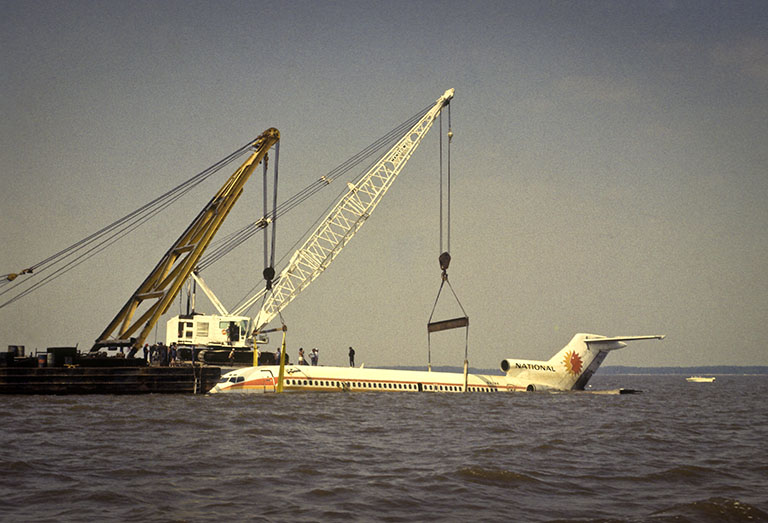
Bergung der Maschine aus der Escambia Bay

Nachdem am Nachmittag und Abend des 8. Mai 1978 die ersten drei Flugabschnitte mit allen Zwischenlandungen ohne besondere Zwischenfälle geflogen werden konnten, startete die Maschine um 21:02 Uhr – und damit nach Einbruch der Dunkelheit – zum Flug der letzten Teilstrecke nach Pensacola. Der letzte Abschnitt, für den eine Flugdauer von etwa 20 Minuten kalkuliert war, wurde im Instrumentenflug geflogen. Die Piloten ließen die Maschine nach dem Start auf eine Reiseflughöhe von 7000 Fuß (ca. 2134 Meter) steigen.
Das Instrumentenlandesystem der Start- und Landebahn 16 des Flughafens Pensacola war aufgrund von Umbaumaßnahmen an dieser Landebahn seit Januar 1978 außer Betrieb. Die Flugsicherung bot der Besatzung ersatzweise ein Nicht-Präzisionsanflugverfahren auf die Start- und Landebahn 25 an. Kurz zuvor hatte die Besatzung einer zweimotorigen Maschine der Marke Beechcraft gemeldet, dass sie die Wolkendecke in einer Höhe von 450 Fuß (ca. 140 Meter) durchbrochen habe. Die Mindestsinkflughöhe für diesen Anflug lag bei 480 Fuß (150 Metern), sodass der Erste Offizier der Beechcraft den Kapitän darauf hinwies, dass sie seiner Ansicht nach gegen die Anflugregeln verstoßen hatten. Die Besatzung einer Maschine der Eastern Air Lines, welche unmittelbar vor der Boeing 727 der National Airlines flog, meldete kurzfristig, die Landebahn in Sicht zu haben. Kurz darauf flog die Maschine jedoch wieder in die Wolkendecke hinein, woraufhin sich die Piloten für ein Durchstarten entschieden.
Der Erste Offizier der Boeing 727 der National Airlines versäumte es, die jeweilige Flughöhe im Anflug anzusagen. Das akustische Warnsignal ("Pull up!") des Ground Proximity Warning Systems ertönte, woraufhin der Flugkapitän auf seinen Höhenmesser blickte. Er las dabei eine Höhe von 1500 Fuß (ca. 460 Meter) ab und vermutete eine Fehlanzeige, weshalb er den Warnton abschaltete. Wie spätere Auswertungen der Daten des Flugschreibers ergaben, hatte sich die Maschine zu diesem Zeitpunkt in einer Höhe von 500 Fuß (ca. 150 Meter) befunden. Abgelenkt durch den Alarm, übersah die Besatzung, dass sie die Mindestsinkflughöhe bereits unterschritten hatte. Wenige Augenblicke später, 18 Sekunden nach dem ersten Ertönen des Warnsignals, setzte die Maschine mit ausgefahrenem Fahrwerk und auf 25 Grad ausgefahrenen Landeklappen in den flachen Gewässern der Escambia Bay auf, schlitterte über das Wasser und kam schließlich zum Stehen.

## Evakuierung
Unmittelbar nach dem Aufsetzen begann die Evakuierung der Maschine. Die Wassertiefe an der Endposition des Wracks betrug rund 12 Fuß (ca. 3,65 Meter) Der Flugzeugrumpf war intakt geblieben, auch die Tragflächen und die Triebwerke verblieben am Flugzeugrumpf. Unmittelbar nach dem Aufsetzen begann Wasser und Kerosin in die Kabine einzudringen. Die Maschine begann, mit dem Heck zuerst, zu sinken.
Die Maschine verfügte über aufblasbare Notrutschen, von denen jedoch lediglich die hintere automatisch aufblasbar war. Keine der Notrutschen wurde für die Evakuierung aktiviert. Beim Versuch, die Maschine zu verlassen, ertranken drei Passagiere.

## Opfer
Bei dem Unfall starben drei Passagiere und elf Personen wurden verletzt. Vier Personen erlitten schwere Verletzungen: Beim Aufsetzen auf dem Wasser zogen sich zwei Passagiere Verletzungen im unteren Rückenbereich zu, im Heck wurden zudem zwei Flugbegleiter verletzt. Eine Flugbegleiterin zog sich eine Gehirnerschütterung und eine ausgerenkte Schulter zu, eine andere Verletzungen im Beckenbereich.

## Ursachen

### Mängel bei der Landevorbereitung
Bei der Unfalluntersuchung wurde eine mangelnde Sorgfalt der Besatzung bei der Landevorbereitung festgestellt. Da der Erste Offizier es unterließ, dem Kapitän in regelmäßigen Abständen die Flughöhe mitzuteilen, schätzte letzterer sie falsch ein. Beide Piloten vergaßen, dass Landebahn 16 gesperrt war. Dass für Landebahn 25 als weitere Landehilfe die VASI-Befeuerung zur Verfügung gestanden hätte, war der Besatzung nicht bekannt.

### Unterqualifizierte Cockpitbesatzung
Die fehlerhafte Vorbereitung der Besatzung auf die Landung konnte letztlich auf die unzureichende Qualifikation der Cockpitbesatzung zurückgeführt werden. Bei der Überprüfung der Akte des Kapitäns konnte festgestellt werden, dass er einige Schwierigkeiten beim Absolvieren einer Flugfertigkeitsprüfung hatte.

### Mängel hinsichtlich der Flugsicherheitsbestimmungen
Dass bei dem Unfall drei Passagiere zu Tode kamen, war letztlich den fehlenden rechtlichen Vorgaben für Landungen auf dem Wasser geschuldet. Da Rettungsboote und treibfähige Sitzkissen nicht vorgeschrieben waren, befanden sie sich auch nicht an Bord. Insgesamt 24 Passagiere glaubten, dass die Sitzpolster treibfähig seien, 14 versuchten, sie als Rettungsflöße zu nutzen. Von diesen Personen wurden elf verletzt, während drei ertranken. Die Überlebenden berichteten, dass die Sitzpolster im Wasser auseinandergefallen seien.
Da der Flugabschnitt von Mobile nach Pensacola rechtlich nicht als Überwasserflug galt, beinhalteten die Sicherheitshinweise vor dem Abflug keine Informationen über die Platzierung und Nutzweise der Ausrüstung zur Wasserrettung. Die Passagiere wussten nicht, wie die Leuchten der Warnwesten einzuschalten waren. Selbst jene Passagiere, die wussten, wo sich die Schwimmwesten befanden, hatten Schwierigkeiten, sie zu entnehmen. Durch die Dunkelheit und das in die Kabine eindringende Wasser wurde die Entnahme der Rettungswesten weiter erschwert.

### Fehler der Flugsicherung
Im Abschlussbericht wurde ein Fehler des Fluglotsen als beitragender Faktor zum Unfall vermerkt. Aufgrund einer fehlerhaft eingeschätzten Position der Maschine habe er den Endanflug der Maschine in einer zu geringen Entfernung zum Flughafen angewiesen. Der Fluglotse habe damit eine Situation geschaffen, bei der es dem Kapitän unmöglich geworden war, die Maschine entsprechend dem Flughandbuch für die Landung zu konfigurieren.

## Verbleib der Maschine
Die Maschine wurde mit Kränen auf einen Lastenkahn verladen und zur Naval Air Station Pensacola verbracht. Die Unterseite des Flugzeugrumpfs war verbeult und das Fahrwerk abgeschert. Nachdem Schäden durch erhebliche Salzwasserkorrosion festgestellt worden waren, wurde ein Reparaturvorhaben verworfen und die Maschine als Totalverlust abgeschrieben, an das Unternehmen Am Jet Industries verkauft und von ihm kurzfristig mit dem Kennzeichen N58AJ wiederzugelassen und verschrottet.